# 石田かおり
石田 かおり（いしだ かおり、1964年 - ）は、日本の哲学研究者（唯一の哲学的化粧論研究者）、駒沢女子大学教授。

## 略歴
神奈川県生まれ。1983年神奈川県立湘南高等学校卒業。1987年横浜市立大学文理学部卒業（哲学）。1992年お茶の水女子大学大学院博士課程人間文化研究科比較文化学満期退学（哲学）。2007年「化粧に見られる美的価値基準の問題と解決策としての化粧教育の提案」で博士（被服環境学）（文化女子大学）。1992年資生堂に入社。ビューティーサイエンス研究所にて化粧文化の研究を開始。2000年駒沢女子大学人文学部人間関係学科専任講師となり、2007年准教授、2012年教授、2018年同人間総合学群教授。フッサールの現象学を応用して化粧の哲学研究を展開。近年は、AI・機械の人間「ホモ・マキナリウス」（トランスヒューマン）からホモ・サピエンスの認識を考察する哲学を展開中。「宇宙美容」の理論的基礎付けやグランドデザイン構築も開始。

## 著書
- 『おしゃれの哲学 現象学的化粧論』理想社 1995
- 『化粧せずには生きられない人間の歴史』2000 講談社現代新書
- 『お化粧大研究 すてきな自分になるために』PHP研究所 (未知へのとびらシリーズ)2003
- 『京の「はんなり」 江戸は「粋」 魅せるおんなの極上作法』祥伝社 2005
- 『化粧と人間 規格化された身体からの脱出』法政大学出版局 2009

### 共著
- 『「裸のサル」は化粧好き』デズモンド・モリス対談 求龍堂 1999
- 『「見た目」依存の時代 「美」という抑圧が階層化社会に拍車を掛ける』石井政之共著 原書房 2005

## 論文
- <石田かおり